# Mesothisa
Mesothisa is een geslacht van vlinders van de familie spanners (Geometridae), uit de onderfamilie Ennominae.

## Soorten
- M. cinnamonea Carcasson, 1964
- M. crassilinea Carcasson, 1962
- M. dubiefi Viette, 1977
- M. flaccida Warren, 1905
- M. gracililinea Warren, 1905
- M. misanga Herbulot, 1997
- M. ozola Prout, 1926
- M. pulverata Carcasson, 1964
- M. royi Herbulot, 1954
- M. substigmata Carcasson, 1964
- M. tanala Herbulot, 1968